# Kolumbien-Kreischeule
Die Kolumbien-Kreischeule (Megascops ingens colombianus) ist eine Unterart der Rostkreischeule  (Megascops ingens) aus der Gattung der Kreischeulen. Sie ist in Kolumbien und Ecuador heimisch. Das Taxon wurde 1952 von Melvin Alvah Traylor, Jr. als Otus ingens columbianus beschrieben und 2003 auf Vorschlag des South American Classification Committee (SACC) in die Gattung Megascops transferiert. Sie galt eine Zeit lang als eigenständige Art, wurde aber 2018 auf Vorschlag des SACC reklassifiziert.

## Beschreibung
Die Kolumbien-Kreischeule wird 26 bis 28 Zentimeter lang. Die Männchen erreichen ein Gewicht von 150 bis 156 Gramm, die Weibchen sind mit einem Gewicht von ungefähr 210 Gramm etwas schwerer. Es gibt eine graubraune und eine rostbraune Morphe. Die Kolumbien-Kreischeule ähnelt der Nominatform der Rostkreischeule (Megascops ingens). Sie hat jedoch einen längeren unbefiederten Lauf. Die Schulterstreifen sind häufig weniger auffällig und mehr beigebraun. Die Arm- und Handschwingen sowie die Unterseite weisen keine weiße Gefiederzeichnung auf.

## Verbreitung und Lebensraum
Die Kolumbien-Kreischeule bewohnt Bergnebelwälder mit dichtem Unterholz an den Westhängen der Anden vom westlichen Zentralkolumbien bis ins nordwestliche Ecuador.

## Lebensweise
Über ihre Lebensweise ist nur wenig bekannt. Sie ist nachtaktiv und ernährt sich von großen Insekten und kleinen Wirbeltieren.

## Status
Über ihren Populationsstatus ist bisher nur wenig bekannt. Sie lebt in einem eingeschränkten Verbreitungsgebiet, das durch Waldrodungen gefährdet ist.